# Alfred Randt
Alfred Randt (* 16. September 1899 in Hermsdorf; † 15. April 1945 im KZ Sachsenhausen) war ein deutscher Widerstandskämpfer gegen das NS-Regime.

## Leben
Alfred Randt erlernte den Metallarbeiterberuf Schlosser. Er wohnte ab 1926 im Berliner Bezirk Köpenick und wurde dort 1928 Mitglied der KPD und des Roten Frontkämpferbundes. Nach dem Beginn der NS-Diktatur und der Umstellung der KPD-Strukturen auf eine Tätigkeit im „Untergrund“ beteiligte er sich am antifaschistischen Widerstand als Kurier der „illegalen“ KPD-Parteiorganisation. Im März 1939 wurde Randt von der Gestapo verhaftet und zu einer vierjährigen Zuchthausstrafe verurteilt, die er in den Zuchthäusern Brandenburg und Gollnow verbrachte. Nach dem Haftende wurde er in das KZ Sachsenhausen gebracht und dort nur wenige Tage vor Kriegsende ermordet.

## Ehrungen
In Berlin-Köpenick ist 1981 die Alfred-Randt-Straße nach ihm benannt worden.